# Betty Boothroydová
Betty Boothroydová, baronka Boothroydová, OM, PC (nepřechýleně Betty Boothroyd, 8. října 1929 Dewsbury – 26. února 2023 Cambridge) byla britská politička, která v letech 1973–2000 působila jako poslankyně britské Dolní sněmovny za Labouristickou stranu. V letech 1992–2000 zastávala funkci předsedkyně Dolní sněmovny. Byla první ženou, která zastávala ve Velké Británii funkci předsedkyně sněmovny. Podle tradice Boothroydová později zasedala jako crossbench peer ve Sněmovně lordů.